# Parochlus pallidus
Parochlus pallidus är en tvåvingeart som beskrevs av Lars Zakarias Brundin 1966. Parochlus pallidus ingår i släktet Parochlus och familjen fjädermyggor. Inga underarter finns listade i Catalogue of Life.